# Enrique Llopis Doménech
Enrique Llopis Doménech (Bellreguard, Valencia, 15 de octubre de 2000) es un atleta español especializado en carreras de vallas.
Ganó una medalla de plata en la prueba de 110 m vallas del Campeonato de Europa de 2024.

## Biografía
A los siete años comenzó a jugar al futbol. Tras practicarlo durante varios años, en una escuela de verano, su entrenador, al ver que tenía aptitudes, le animó a competir en atletismo. Regresó durante un tiempo al futbol, pero finalmente lo dejó cansado de ver a padres insultando desde la grada, y otras faltas de respeto. En seguida se dedicó a las vallas, como su amigo Luis Salort.
En 2019 debutó como internacional absoluto en el Campeonato de Europa en pista cubierta, logrando pasar a las semifinales de los 60 m vallas.
En 2021 consiguió su primera medalla en un campeonato internacional, el bronce en los 110 m vallas del Campeonato de Europa Sub-23.
En 2022 alcanzó su primera final internacional absoluta en el Campeonato de Europa. Terminó séptimo después de tropezar con un rival.
El 19 de febrero de 2023 igualó el récord de España de 60 m vallas en pista cubierta, en poder de Orlando Ortega, durante el Campeonato de España. En marzo alcanzó la final de esa distancia en el Campeonato de Europa, pero no pudo terminar la carrera al sufrir una dura caída. Una vez recuperado, en verano participó en el Campeonato del Mundo, donde estuvo a punto de llegar a la final.
En 2024 consiguió la cuarta posición en los 60 m vallas del Campeonato Mundial en Pista Cubierta. En el Campeonato de Europa consiguió su primera medalla absoluta en un gran campeonato, la plata en los 110 m vallas. Poco después acabó en cuarta posición en los Juegos Olímpicos, donde fue el único atleta europeo que logró clasificarse para la final de los 110 m vallas.
Alcanzó la final de los 60 m vallas en el Campeonato de Europa en Pista Cubierta de 2025, pero no pudo disputarla por culpa de una lesión durante el calentamiento. Ya recuperado, en verano tomó parte en el Campeonato de Europa por Equipos, donde logró la cuarta plaza en su prueba tras tocar las últimas vallas.

## Competiciones internacionales
| Representando a España | Representando a España                 | Representando a España   | Representando a España | Representando a España | Representando a España |
| Año                    | Competición                            | Sede                     | Puesto                 | Prueba                 | Marca                  |
| ---------------------- | -------------------------------------- | ------------------------ | ---------------------- | ---------------------- | ---------------------- |
| 2017                   | Campeonato Mundial Sub-18              | Nairobi (Kenia)          | 4.º                    | 110 m vallas           | 13.58                  |
| 2018                   | Campeonato Mundial Sub-20              | Tampere (Finlandia)      | DNF (f.)               | 110 m vallas           | --                     |
| 2019                   | Campeonato Europeo en Pista Cubierta   | Glasgow (Reino Unido)    | 14.º (sf.)             | 60 m vallas            | 7.87                   |
| 2019                   | Campeonato Europeo Sub-20              | Borås (Suecia)           | 4.º                    | 110 m vallas           | 13.66                  |
| 2021                   | Campeonato de Europa en Pista Cubierta | Toruń (Polonia)          | 13.º (sf.)             | 60 m vallas            | 7.74                   |
| 2021                   | Campeonato de Europa Sub-23            | Tallin (Estonia)         | Medalla de bronce      | 110 m vallas           | 13.44                  |
| 2022                   | Campeonato Mundial en Pista Cubierta   | Belgrado (Serbia)        | 30.º (s.)              | 60 m vallas            | 7.76                   |
| 2022                   | Juegos Mediterráneos                   | Orán (Argelia)           | Medalla de bronce      | 110 m vallas           | 13.47                  |
| 2022                   | Campeonato Mundial                     | Eugene (Estados Unidos)  | 16.º (sf.)             | 110 m vallas           | 13.44                  |
| 2022                   | Campeonato Europeo                     | Múnich (Alemania)        | 7.º                    | 110 m vallas           | 14.81                  |
| 2023                   | Campeonato de Europa en Pista Cubierta | Estambul (Turquía)       | DNF (f.)               | 60 m vallas            | --                     |
| 2023                   | Juegos Europeos                        | Chorzów (Polonia)        | 2.º -                  | 110 m vallas           | 13.44                  |
| 2023                   | Campeonato Mundial                     | Budapest (Hungría)       | 9.º (sf.)              | 110 m vallas           | 13.30 =                |
| 2024                   | Campeonato del Mundo en Pista Cubierta | Glasgow (Reino Unido)    | 4.º                    | 60 m vallas            | 7.53                   |
| 2024                   | Campeonato de Europa                   | Roma (Italia)            | Medalla de plata       | 110 m vallas           | 13.16                  |
| 2024                   | Juegos Olímpicos                       | París (Francia)          | 4.º                    | 110 m vallas           | 13.20                  |
| 2025                   | Campeonato de Europa en Pista Cubierta | Apeldoorn (Países Bajos) | DNS (f.)               | 60 m vallas            | --                     |
| 2025                   | Campeonato de Europa por Equipos       | Madrid (España)          | 4.º                    | 110 m vallas           | 13.40                  |

1. ↑  Vallas de 0.91 m
2. ↑  13.47  en series
3. 1 2  Vallas de 1.00 m
4. ↑  13.47  en series
5. ↑  13.30  en la semifinal
6. ↑  7.58 en la semifinal
7. ↑  Fue 2.º en la competición de Primera División, pero bronce por tiempos acumulados en todas las divisiones
8. ↑  7.49 en la semifinal